# Microcebus macarthurii
El lémur ratón de MacArthur (Microcebus macarthurii) es una especie de lémur descrita en 2008. La especie fue bautizada en honor a los fundadores de la Fundación MacArthur, institución que financió los estudios que llevaron al descubrimiento de la especie. Se conoce sólo un hábitat de la especie, en un ambiente entre ríos en el este del parque nacional de Makira en Madagascar.